# Erysiphe prunastri
Erysiphe prunastri är en svampart som beskrevs av DC. 1815. Erysiphe prunastri ingår i släktet Erysiphe och familjen Erysiphaceae.   Inga underarter finns listade i Catalogue of Life.
I den svenska databasen Dyntaxa används istället namnet Uncinula prunastri för samma taxon.  Arten är reproducerande i Sverige.